# Budapeste (filme)
Budapeste é um filme luso-húngaro-brasileiro de 2009 dirigido por Walter Carvalho. O roteiro, baseado no livro homônimo de Chico Buarque, é de Rita Buzzar.

## Sinopse
José Costa (Leonardo Medeiros) é um bem sucedido ghost writer. Ao retornar de um congresso em Istambul, uma ameaça de bomba faz com que seu voo seja desviado para Budapeste, na Hungria. Já de volta ao Rio, ele reencontra a esposa Vanda (Giovanna Antonelli) e o filho. Entretanto sua vida torna-se cada vez mais infeliz.  Vanda se apaixona por Krabbe, imaginando que este seja o verdadeiro autor do livro, o que faz com que Costa sinta-se traído e ressentido com seu trabalho.

## Elenco
- Leonardo Medeiros.... José Costa
- Gabriella Hámori.... Kriszta
- Giovanna Antonelli.... Vanda
- András Bálint
- Davi Shiroma.... Filho de José Costa
- Andrea Balogh .... estenógrafo
- Nicolau Breyner.... escritor francês
- Ivo Canelas.... Álvaro
- Paola Oliveira.... Aquela
- Débora Nascimento.... Teresa
- Péter Kálloy Molnár
- Antonie Kamerling.... Kaspar